# L'Enfant secret
L'Enfant secret (tj. Tajné dítě) je francouzské filmové drama z roku 1979 (do širší distribuce bylo uvedeno až roku 1982). Natočil je režisér Philippe Garrel podle vlastního scénáře. Hráli v něm Anne Wiazemsky, Elli Medeiros, Benoît Ferreux, Christian Päffgen (syn Garrelovy časté spolupracovnice Nico) a rovněž samotný Garrel. Hudbu k filmu složil Faton Cahen, který později s Garrelem spolupracoval i na dalších filmech. Film získal cenu Prix Jean Vigo. V roce 2017 byl snímek uveden do amerických kin.